# Kungliga Amiralitetsboktryckeriet
Kungliga Amiralitetsboktryckeriet var Karlskronas första tryckeri och grundades 1728. Tryckeriet existerade med detta namn till 1821. Dess förste innehavare var boktryckaren Johan Happenius.